# Desalinizadora Pelambres
La desalinizadora Pelambres es una máquina que succiona agua de mar para extraerle la sal hasta permitir su uso industrial minero.

## Ubicación
La planta está ubicada en Punta Chungo, al norte de Los Vilos en la Región de Coquimbo, y el agua de uso industrial que produce es bombeada hasta las cercanías del tranque El Mauro donde son utilizadas para la producción de cobre de la mina Los Pelambres.

## Función
La planta extrae agua de mar y la somete a un proceso de filtración y luego osmosis inversa para producir 400 l/s de agua de uso industrial que es almacenada en un estanque de 1000 m³ emplazado al lado de la planta. Desde allí se bombea a través de una cañería con una longitud de 61 km hasta las bombas que la harán circular en la producción de cobre.: 1 

Gestión hídrica de la minera Los Pelambres.